# María de la Cruz Nault
Maria Nault (Saint-Aignan-sur-Roë, 21 de abril de 1901 - Laval, 9 de abril de 1999), más conocida por su nombre religioso María de la Cruz Nault, fue una religiosa católica y mística francesa, fundadora de varios institutos de vida consagrada dedicados a María, Madre del Redentor.

## Biografía
Maria Nault nació en 1901, en la localidad de Saint-Aignan-sur-Roë, en el departamento de Mayenne (Francia), en el seno de una familia de agricultores de profundos valores cristianos. En 1926 ingresó a la Congregación de las Hermanas de San José de Laval, pero dos años después se tuvo que retirar por problemas de salud. Esta enfermedad, según ella, le fue curada durante una visita al santuario de Nuestra Señora de Lourdes, en 1930. Razón por la cual decidió reprender su vida religiosa, pero en esta ocasión ingresó a la Congregación de Hermanas de la Inmaculada Concepción de Nuestra Señora de Lourdes. El 8 de septiembre de 1932 profesó sus primeros votos y cambió su nombre por el de María de la Cruz.
María de la Cruz, luego de su consagración, comenzó a tener diversas experiencias místicas, entre estas destacan los estigmas de Jesús y algunas alocuciones de Cristo en la que le pedía la fundación de una congregación religiosa. El 5 de agosto de 1933, el cardenal Ottaviani le concedió el permiso  de reunir algunos compañeros para iniciar la obra y Jules Saliège, arzobispo de Toulouse, les acogió en su diócesis. El 8 de diciembre de 1939 nace la Congregación de las Hermanitas de María Madre del Redentor, con casa madre en Toulouse. En 1969 las religiosas tuvieron que trasladar la curia general a Laval. En 1971 dio origen a los Canónigos Regulares de la Congregación de María Madre del Redentor y más tarde, a los Mensajeros de María Madre del Redentor.